# The Best of Menudo
The Best of Menudo es un álbum recopilatorio de la boy band puertorriqueña Menudo, lanzado en 1986 en Filipinas, por la discográfica OctoArts International. Este trabajo es el segundo en presentar en la formación el quinteto compuesto por Charlie Massó, Roby Rosa, Ricky Martin, Raymond Acevedo y Sergio Gonzalez.
La lista de canciones incluye una canción inédita y otras once que habían sido lanzadas previamente en los álbumes de Menudo. Del álbum Reaching Out (1984), se incluyen las canciones "Like a Cannonball", "If You're Not Here (By My Side)", "Because of Love", "Gotta Get On Moving" y "Heavenly Angel". De Menudo (1985), están presentes "Hold Me", "You And Me All The Way", "Explosion", "Please Be Good To Me" y "Don't Hold Back". "Acércate" es la única canción en español, originalmente parte del álbum Ayer y hoy (1985).
El álbum fue bien recibido tanto por el público como por la crítica, obteniendo un disco de oro en Filipinas.

## Antecedentes y contexto
En 1985, el grupo Menudo ya era uno de los artistas musicales más conocidos en América Latina. Sin embargo, aún eran poco conocidos en Filipinas. La discográfica RCA Records, que venía invirtiendo en su carrera más allá del continente americano, decidió promoverlos en el país asiático. Al ser anunciados en el país, el grupo fue objeto de burlas, ya que el término "menudo" era conocido como un plato de comida española. Sin embargo, en poco tiempo, la llamada "Menudomanía" se hizo presente en las tierras filipinas, especialmente cuando Charlie apareció cantando "Nandiyan Ka Na Naman" en tagalo, el dialecto indígena nacional, gesto que hizo que el grupo ganara el respeto de los críticos más escépticos. La discográfica estaba por lanzar una compilación de éxitos y otras canciones menos conocidas, con el fin de capitalizar la buena recepción.

## Sencillo
Tras la salida de Charlie, el público filipino se sintió tan indignado que Edgardo Díaz, creador y empresario del grupo, hizo que Menudo grabara una canción especial para el país, titulada "I'm Going Back to the Philippines". Esta canción es una versión en inglés del éxito anterior del grupo, "Hoy Me Voy Para México", de Refrescante... (1986). Los fanáticos del grupo trazan comparaciones entre ella y la canción "Manila", de 1976, de la banda filipina The Hotdogs, ya que ambas abordan el amor por el país y el deseo del narrador de regresar a su país natal. El sencillo lanzado en Filipinas para esta canción trae como lado B una versión instrumental de la canción.
En Brasil, "I'm Going Back to the Philippines" es conocida por la versión en portugués titulada "Hoje a Noite não tem Luar", que además de aparecer en la versión brasileña de Refrescante..., nombrada simplemente Menudo, llegó a ser grabada por el grupo de rock brasileño Legião Urbana, en su álbum Acústico MTV, de 1999. Según uno de los integrantes del grupo, Dado Villa-Lobos, el vocalista Renato Russo era fan de Menudo y acompañó la excursión del grupo puertorriqueño en Río de Janeiro.

## Divulgación
En la época del lanzamiento del disco, el quinteto hizo una serie de comerciales exclusivos para Filipinas promoviendo la marca de refrescos Pepsi. La empresa estuvo relacionada con la promoción de Menudo en el país, al punto de que el logotipo de la marca estaba presente en la contraportada de The Best of Menudo. También fue Pepsi la patrocinadora de la exitosa gira que tuvo lugar en ciudades filipinas. En esa época, mediante una invitación de la hija del presidente del país, Corazón Aquino, Menudo realizó una serie de conciertos en la Arena Coliseum, en Manila. En esos conciertos, lograron reunir a unas 75 mil personas.

## Recepción crítica
Respecto a las críticas musicales, el crítico del sitio AllMusic evaluó con cuatro estrellas de cinco, sin embargo, no escribió ningún comentario sobre el álbum.

## Desempeño comercial
Comercialmente, el álbum se convirtió en un éxito. Mientras se presentaban en el programa de televisión filipino GMA Supershow, en el que cantaron la canción "Summer In The Streets", del álbum Can't Get Enough, los artistas recibieron un disco de oro de manos del representante de OctoArts International. En la ocasión, los cantantes agradecieron el premio, y Ricky Martin destacó que era el tercer disco de oro que recibía en su carrera con Menudo, mientras que Sergio González informó que ese era su primer premio.
En 1986, como relató Ramón L. Acevedo, padre de Raymond Acevedo, en la biografía “¡Papi, Quiero Ser Un Menudo!”, algunos de los integrantes crearon una lista para ser entregada a Edgardo Díaz, creador y empresario del grupo. En la lista, solicitaban un aumento salarial, horas de descanso después de los shows (pues trabajaban 13 horas consecutivas, sin descansos ni para comer) y el pago de deudas atrasadas relacionadas con comerciales y álbumes como The Best of Menudo. Según Acevedo, aunque recibieron un disco de oro por el álbum, no obtuvieron ningún retorno financiero.

## Lista de canciones
| N.º | Título                              | Escritor(es)                             | Performer       | Duración |  |
| 1.  | «I'm Going Back To The Philippines» | C. Villa, A. Monroy, M. L. Pagán         | Raymond Acevedo |          |  |
| 2.  | «If You're Not Here (By My Side)»   | Díaz, Monroy, Pagan, Villa               | Robby Rosa      |          |  |
| 3.  | «Explosion»                         | M. L. Pagán                              | Robby Rosa      |          |  |
| 4.  | «Because Of Love»                   | Pagan, Villa, Julio Seijas, Eddy Guerin  | Robby Rosa      |          |  |
| 5.  | «Gotta Get On Movin'»               | Monroy, Pagan, Villa                     | Ricky Meléndez  |          |  |
| 6.  | «Heavenly Angel»                    | Monroy, Villa, Mary Lynne M Pagan        | Charlie Massó   |          |  |
| 7.  | «Hold Me»                           | H. Rice                                  | Robby Rosa      |          |  |
| 8.  | «Like a Cannonball»                 | Snuff Garrett, Steve Dorff, Milton Brown | Robby Rosa      |          |  |
| 9.  | «You And Me All The Way»            | H. Rice, A. Rich                         | Raymond Acevedo |          |  |
| 10. | «Please Be Good To Me»              | C. Villa, A. Monroy, M. L. Pagán         | Robby Rosa      |          |  |
| 11. | «Don't Hold Back»                   | H. Rice, A. Rich                         | Robby Rosa      |          |  |
| 12. | «Acercate»                          | A. Monroy, C. Villa                      | Charlie Massó   |          |  |

## Certificaciones
| Región    | Certificación |
| --------- | ------------- |
| Filipinas | Oro           |